# Prix commémoratif Astrid-Lindgren
Pour les articles homonymes, voir Alma.
Le prix commémoratif Astrid-Lindgren (« Astrid Lindgren memorial award » ALMA) est un prix littéraire international récompensant des auteurs de littérature d'enfance et de jeunesse, des illustrateurs, ou des institutions de littérature jeunesse.

## Historique et caractéristiques
Il fut créé par le gouvernement suédois en 2002, année de la disparition de la célèbre auteure Astrid Lindgren, créatrice de Fifi Brindacier. Doté d'une récompense de 5 millions de couronnes suédoises, soit l'équivalent de plus de 550 000 euros, il s'agit du plus important prix réservé à la littérature pour enfant et pour la jeunesse du monde. Il s'agit également du second prix littéraire mondial en termes de récompense financière, après le prix Nobel de littérature,,.
Il ne doit pas être confondu avec le prix Astrid-Lindgren.

## Lauréats[5]
| Année | Nom                                           | Pays                              | Naissance-Décès     |
| ----- | --------------------------------------------- | --------------------------------- | ------------------- |
| 2003  | Maurice Sendak                                | États-Unis d'Amérique             | 1928-2012           |
| 2003  | Christine Nöstlinger                          | Autriche                          | 1936-2018           |
| 2004  | Lygia Bojunga Nunes                           | Brésil                            | 1932-               |
| 2005  | Ryōji Arai                                    | Japon                             | 1956-               |
| 2005  | Philip Pullman                                | Royaume-Uni                       | 1946-               |
| 2006  | Katherine Paterson                            | États-Unis d'Amérique             | 1932-               |
| 2007  | Banco del Libro (es)                          | Venezuela                         | 1960 (institution)  |
| 2008  | Sonya Hartnett                                | Australie                         | 1968-               |
| 2009  | Tamer Institute for Community Education (en), | Palestine                         | 1989 (institution)  |
| 2010  | Kitty Crowther ,                              | Belgique                          | 1970-               |
| 2011  | Shaun Tan                                     | Australie                         | 1974-               |
| 2012  | Guus Kuijer                                   | Pays-Bas                          | 1942-               |
| 2013  | Isol (Marisol Misenta)                        | Argentine                         | 1972-               |
| 2014  | Barbro Lindgren                               | Suède                             | 1937-               |
| 2015  | PRAESA (en)                                   | Afrique du Sud                    | 1992 (institution)  |
| 2016  | Meg Rosoff                                    | États-Unis d'Amérique Royaume-Uni | 1956-               |
| 2017  | Wolf Erlbruch                                 | Allemagne                         | 1948-               |
| 2018  | Jacqueline Woodson                            | États-Unis d'Amérique             | 1963-               |
| 2019  | Bart Moeyaert                                 | Belgique                          | 1964-               |
| 2020  | Baek Hee-na                                   | Corée du Sud                      | 1971-               |
| 2021  | Jean-Claude Mourlevat                         | France                            | 1952-               |
| 2022  | Eva Lindström                                 | Suède                             | 1952-               |
| 2023  | Laurie Halse Anderson                         | États-Unis d'Amérique             | 1961-               |
| 2024  | The Indigenous Literacy Foundation            | Australie                         | 2004- (institution) |
| 2025  | Marion Brunet                                 | France                            | 1976-               |